# تنصت

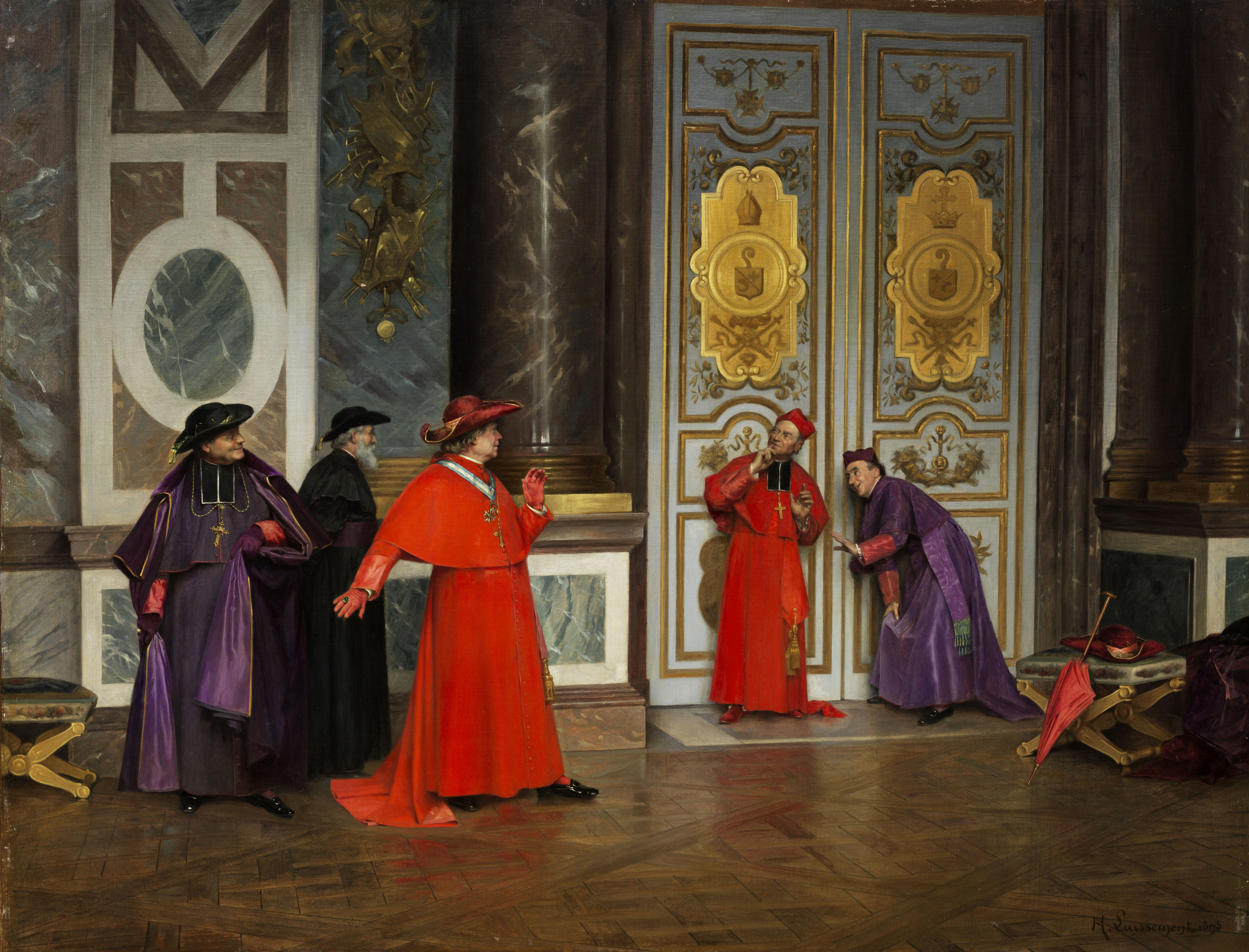

التنصت (ما يسمى بالإنجليزية Eavesdropping): عبارة عن الاستماع سرا إلى المحادثات الخاصة للاخرين بدون موافقتهم و عادة من دون علمهم. وهذه العادة سيئة وتعبر عن قلة الأخلاق.

## تقنياً
يشمل التنصت أيضاً مراقبة خطوط الهاتف، والبريد الإلكتروني، والرسائل الفورية، وغيرها من أساليب الاتصالات الخاصة. فإذا ما تمّ بث رسالة علناً للجمهور، يشهد أن هذا لا يعتبر تنصتاً). VoIP (الصوت عبر ميثاق الإنترنت) برامج الاتصالات عبر بروتوكول الإنترنت هي أيضا عرضة للتنصت الإلكتروني من خلال الإصابة فيروسات الحاسوب والديدان أحصنة طروادة